# Neal Morse (альбом)
Neal Morse — дебютный сольный альбом американского мультиинструменталиста Нила Морса, выпущенный в 1999 году.

## Об альбоме
На своей первой сольной пластинке Нил Морс исполнил партию ведущего вокала и сыграл на гитаре, бас-гитаре и клавишных. Также им была исполнена партия ударных в первой песне альбома, «Living Out Loud». В остальных композициях на барабанах сыграл коллега Морса по Spock’s Beard Ник Д’Вирджилио. Альбом был полностью записан в домашней студии Морса, за исключением партий, сыгранных Д’Вирджилио, которые были записаны в студии Lawnmower and Garden Supply Studio.
В музыкальном плане альбом несколько отличается от музыки, которую Морс сочинял и записывал с Spock’s Beard. По словам самого Нила на альбоме можно услышать множество разных стилей: поп-песни с преобладающими фортепианными партиями, более тяжелые гитарные композиции в духе Тома Петти, в том числе есть и отсылки к Spock’s Beard. Завершает альбом продолжительная сюита «A Whole Nother Trip», состоящая из четырех частей.
Альбом тепло принят критиками. Джозеф Скотти с сайта Allmusic поставил альбому 4 звезды из 5, однако утверждает, что фанаты Spock’s Beard могут быть разочарованы этой записью. По его словам на альбоме нельзя найти замысловатые композиции со сложными текстами. Эд Сандер из Dutch Progressive Rock Page оценивает альбом в 9 из 10. Он считает, что в альбоме есть элементы Spock’s Beard, однако он выходит за рамки группы и сочетает в себе множество элементов различных жанров. Сандер сравнивает пластинку с вышедшим в том же году альбомом Spock’s Beard Day for Night и по его мнению, сольная работа Морса звучит гораздо более смело.

## Список композиций
Автор всех композиций Нил Морс.
1. Living Out Loud — 4:31
2. Lost Cause — 5:01
3. Landslide — 5:27
4. That Which Doesn't Kill Me — 4:42
5. Everything Is Wrong — 5:02
6. Nowhere Fast — 3:45
7. Emma — 3:16
8. A Whole Nother Trip — 23:56
  - Bomb That Can't Explode — 9:03
  - Mr. Upside Down — 4:40
  - The Man Who Would Be King — 4:22
  - It's Alright — 5:52

## Участники записи
Музыканты
- Нил Морс — вокал, синтезатор, фортепиано, акустическая гитара, и электрогитара, бас-гитара, ударные (1)
- Ник Д’Вирджилио — ударные (2—8), бэк-вокал
- Гленн Каруба — перкуссия (8)
- Крис Кармайкл — струнные (7, 8)
- Дин Рестёрн — семплы ударных (1, 3)

Производство
- Нил Морс — продюсирование, звукоинженер
- Ник Д’Вирджилио — звукоинженер (ударные)
- Рич Маузер — микширование
- Кен Лав — мастеринг

Оформление
- Дейв Снайдер — дизайн обложки
- Майкл Хорнер — фотографии